# カスティオンス・ディ・ストラーダ
カスティオンス・ディ・ストラーダ（伊: Castions di Strada）は、イタリア共和国フリウリ＝ヴェネツィア・ジュリア州ウーディネ県にある、人口約3,600人の基礎自治体（コムーネ）。

## 地理

### 位置・広がり

#### 隣接コムーネ
隣接するコムーネは以下の通り。
- ビチニッコ
- カルリーノ
- ゴナルス
- モルテリアーノ
- ムッツァーナ・デル・トゥルニャーノ
- ポチェニーア
- ポルペット
- サン・ジョルジョ・ディ・ノガーロ
- タルマッソンス

### 気候分類・地震分類
カスティオンス・ディ・ストラーダにおけるイタリアの気候分類 (it) および度日は、zona E, 2203 GGである。
また、イタリアの地震リスク階級 (it) では、zona 3 (sismicità bassa) に分類される。

## 姉妹都市
- サン・フィリッポ・デル・メーラ、イタリア